# Halosalda
Halosalda is een geslacht van wantsen uit de familie van de Saldidae (Oeverwantsen). Het geslacht werd voor het eerst wetenschappelijk beschreven door Odo Reuter in 1912.

## Soorten
Het genus bevat de volgende soorten:

- Halosalda concolor (Puton, 1880)
- Halosalda coracina Cobben, 1985
- Halosalda halophila (Jakovlev, 1876)
- Halosalda lateralis (Fallén, 1807)
- Halosalda minuta Vinokurov, Luo & Lü, 2012